# Ryania spruceana
Ryania spruceana là một loài thực vật có hoa trong họ Liễu. Loài này được Monach. miêu tả khoa học đầu tiên năm 1949.